# Diocèse catholique de Peterborough
Pour les articles homonymes, voir Peterborough.
Le diocèse de Peterborough est un diocèse latin de l'Église catholique situé dans la province ecclésiastique de Kingston en Ontario au Canada.

## Histoire
Le vicariat apostolique du Nord du Canada a été érigé le 25 janvier 1874 à partir du diocèse de Kingston. Le 11 juillet 1882, il devint le diocèse de Peterborough. Le 16 septembre 1904, il perdit du territoire pour la création du diocèse de Sault-Sainte-Marie.

Emplacement du diocèse.
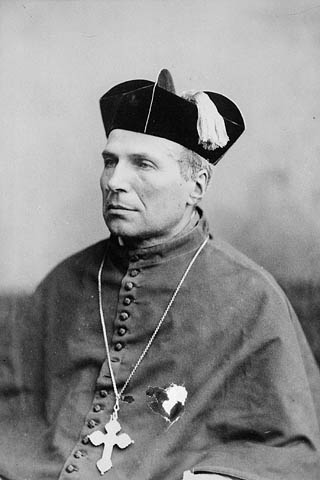
Jean-François Jamot, premier évêque de Peterborough.

## Ordinaires
- Jean-François Jamot (1874-1886)
- Thomas Joseph Dowling (1886-1889)
- Richard Alphonsus O'Connor (1889-1913)
- Michael Joseph O’Brien (1913-1929)
- Dennis O'Connor (1930-1942)
- John Roderick MacDonald (1943-1945), nommé évêque titulaire d'Ancusa (de)
- Joseph Gerald Berry (1945-1953)
- Benjamin Ibberson Webster (1954-1968)
- Francis Anthony Marrocco (1968-1975)
- James Leonard Doyle (de) (1976-2002)
- Nicola De Angelis (2002-2014)
- William Terrence McGrattan (2014-2017)
- Daniel Joseph Miehm (depuis 2017)

### Articles liés
- Église catholique au Canada
- Conférence des évêques catholiques du Canada